# Charvensod
Charvensod est une commune de la Vallée d'Aoste en Italie.

## Géographie

Localisation de la commune de Charvensod à l'intérieur de la Vallée d'Aoste.

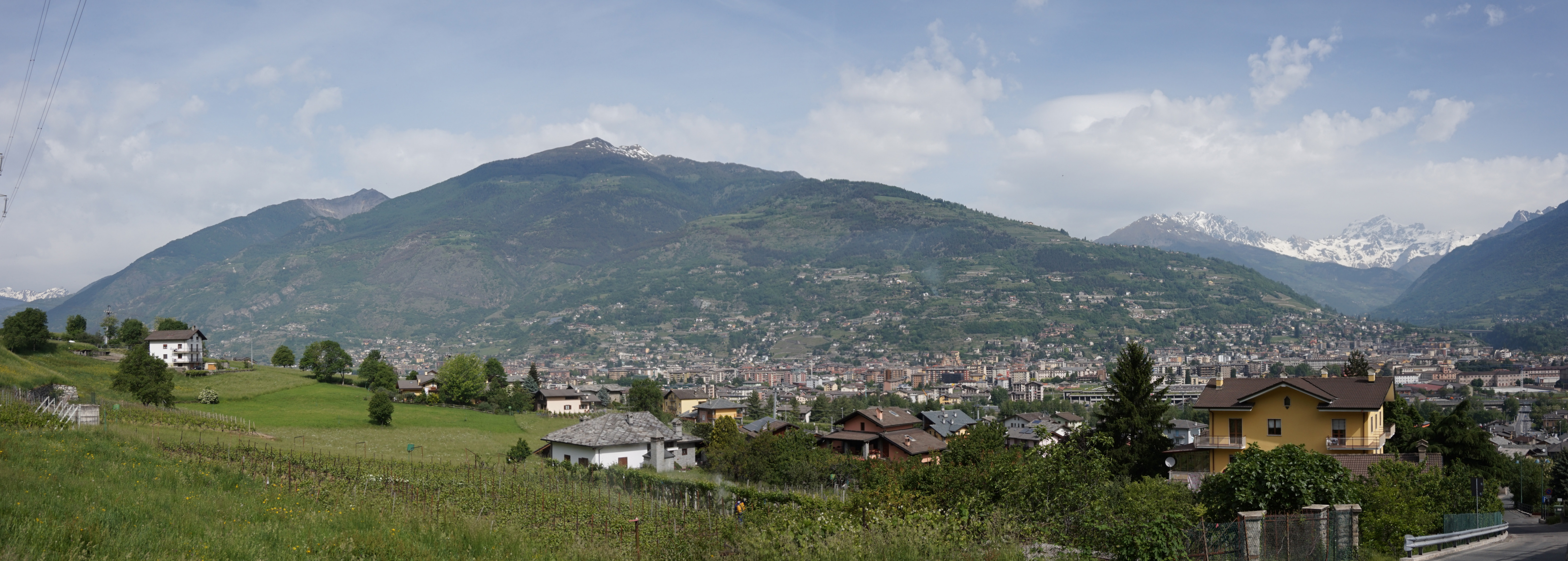
Vue du Plan-Félinaz et d'Aoste. À l'arrière-plan, de gauche à droite, le pic de France, la pointe de Chaligne et le Grand Combin.

La commune de Charvensod occupe le versant méridional de la plaine d'Aoste, à l'envers du chef-lieu régional.
Il se compose du chef-lieu (à 2 km d'Aoste, place de l'église - altitude 746 mètres) et des différents hameaux, éparpillés sur le versant, et de l'agglomération formée par les villages du Pont-Suaz, du Plan-Félinaz (591 mètres d'altitude) et de Félinaz, le long de la rive droite de la Doire baltée.

## Toponymie
Le toponyme latin est Fundus Calvetianus.

## Économie
Charvensod fait partie de la communauté de montagne Mont-Émilius.

## Monuments et lieux d'intérêt

### Édifices religieux
- La chapelle Sainte-Anne de Félinaz ;
- L'ermitage de Saint-Grat, dédié à saint Grat d'Aoste ;
- Le sanctuaire Notre-Dame-de-Pitié (XVIe siècle), près du Pont-Suaz ;
- L'église paroissiale Sainte-Colombe ;
- La chapelle Saint-Joconde.

### Édifices militaires
- Les ruines du château de Charvensod ;
- Les ruines de la tour de signalisation du hameau Tornettes.

### Édifices civiles
- Les ruines du pont romain à Clérod, retrouvées en 1987[4].

## Sport
Dans cette commune se pratiquent le fiolet, la rebatta et le tsan, des sports traditionnels valdôtains.
Historiquement, le fiolet était diffusé au chef-lieu, la rebatta au Pont-Suaz et à Ampaillant, et le tsan à Félinaz.

## Photographies

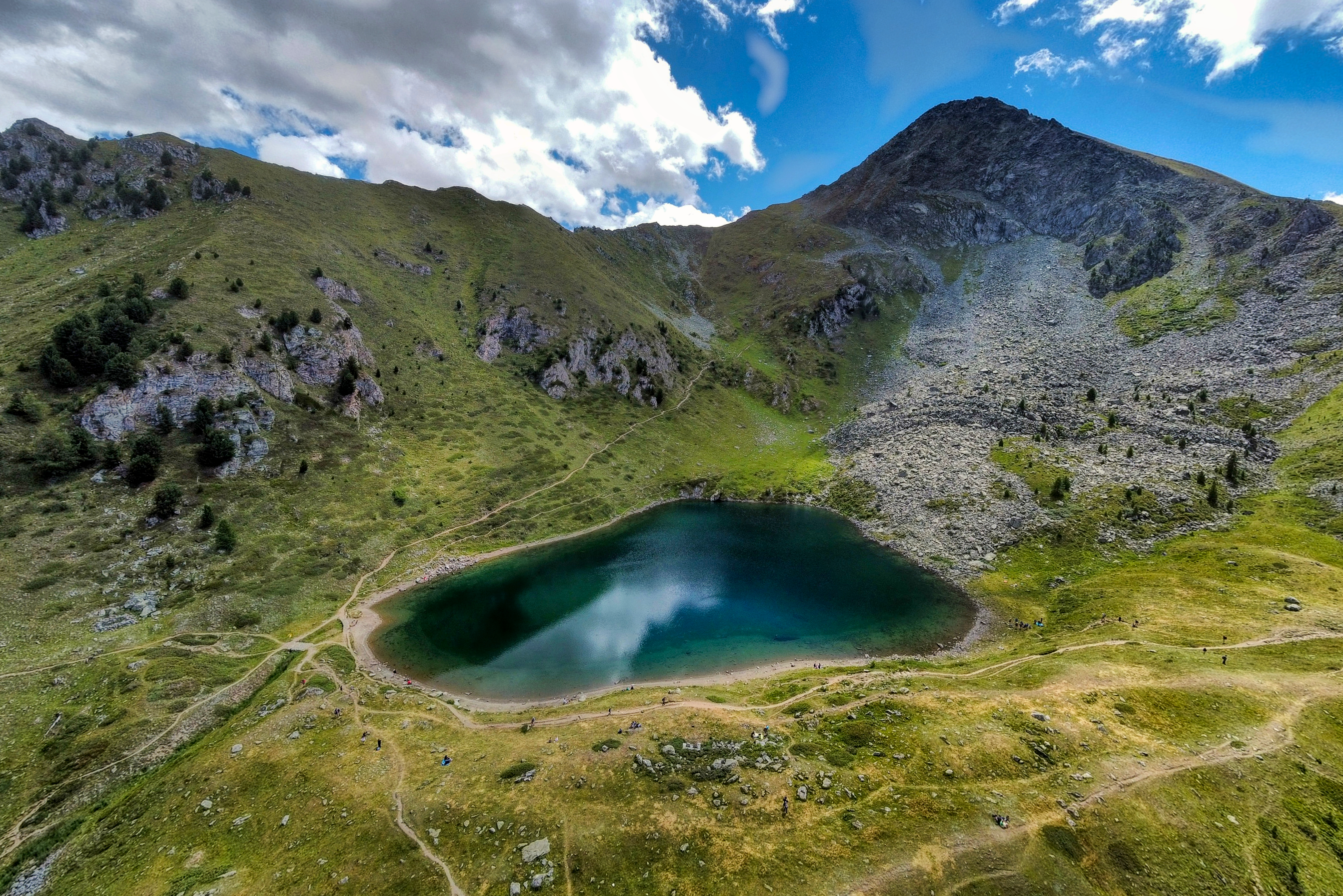
Le lac de Chamolé.
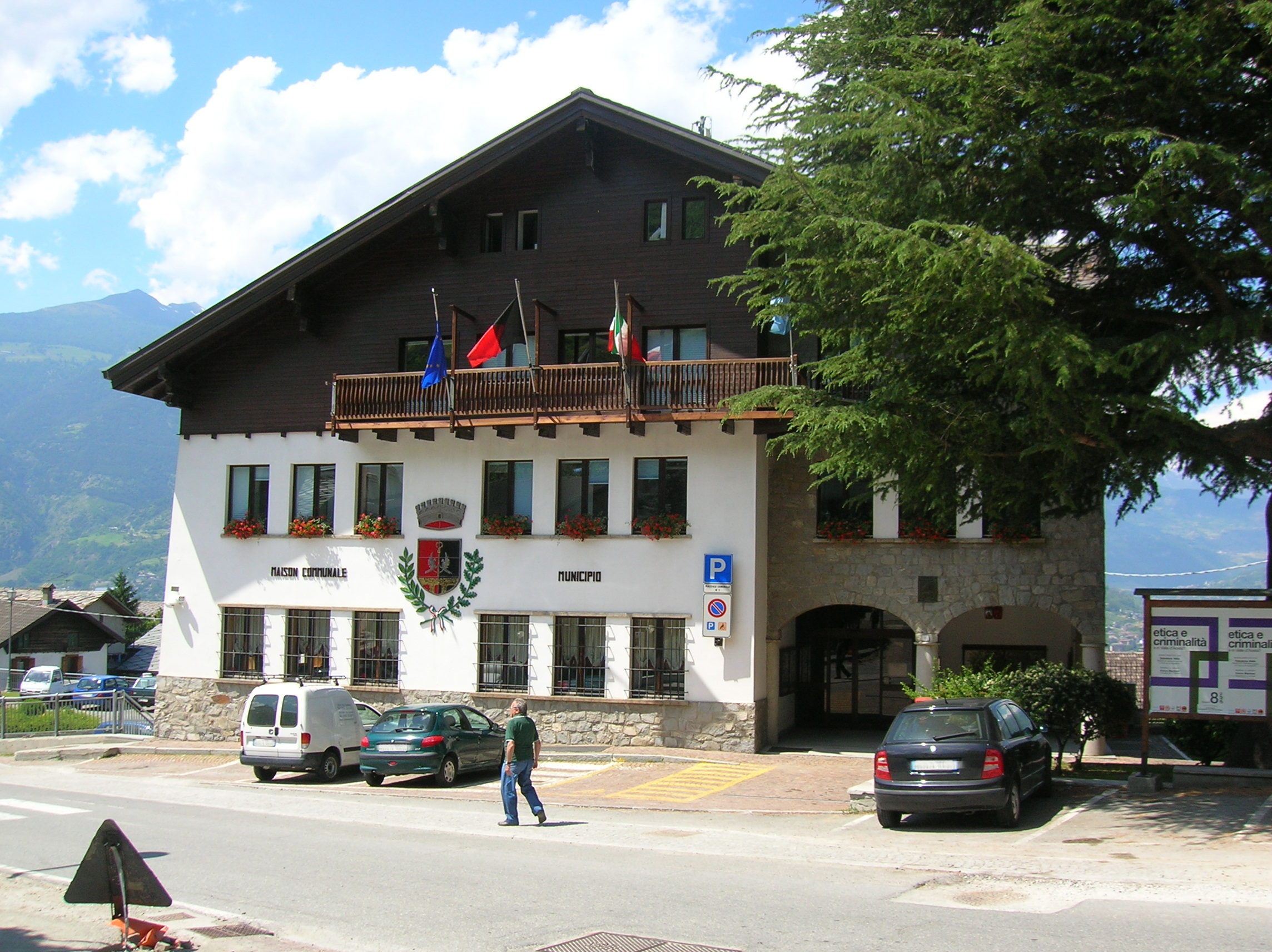
La maison communale.
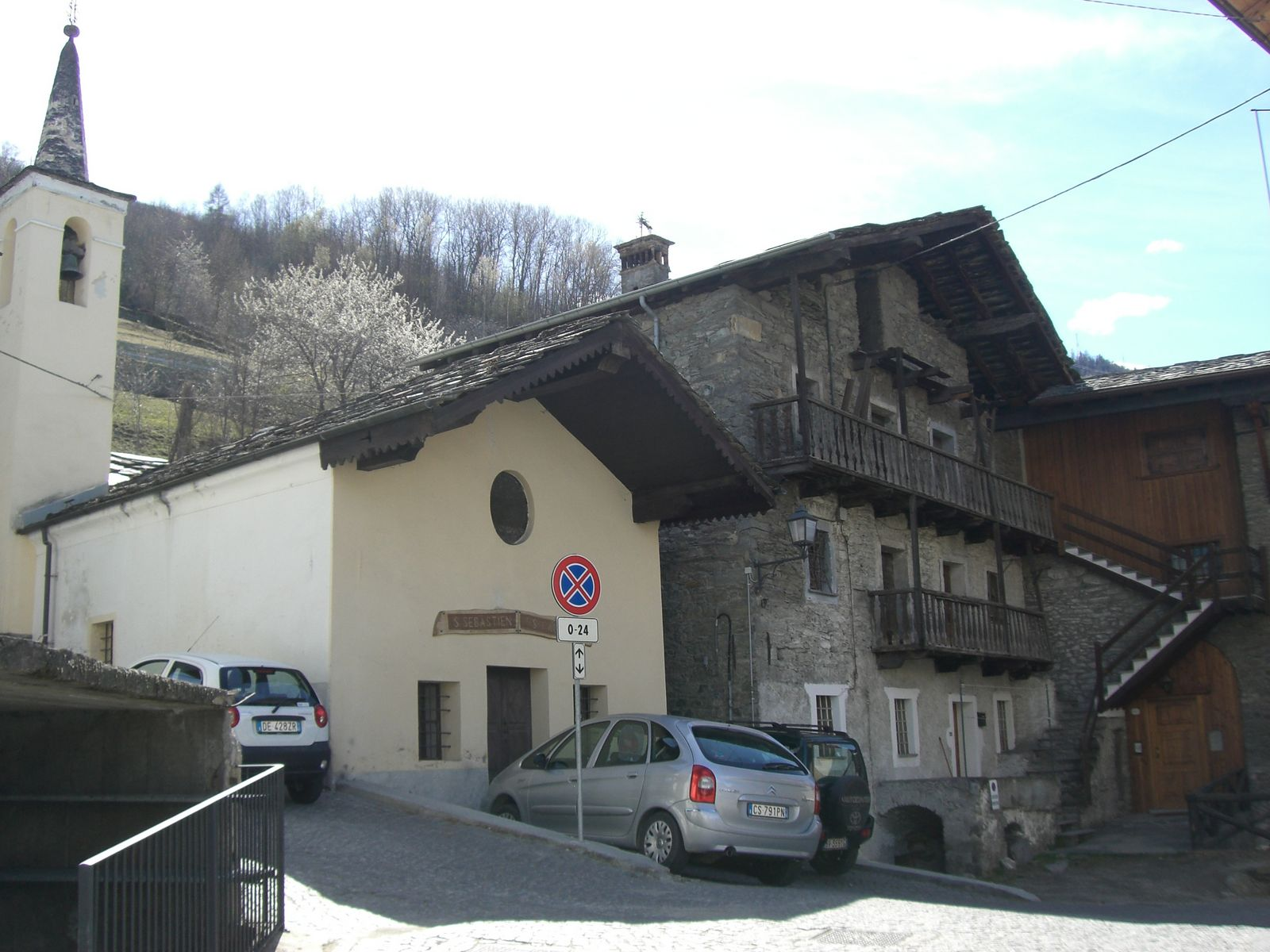
La petite place de l'église au cœur du bourg avec le lâviaou (= lavoir).
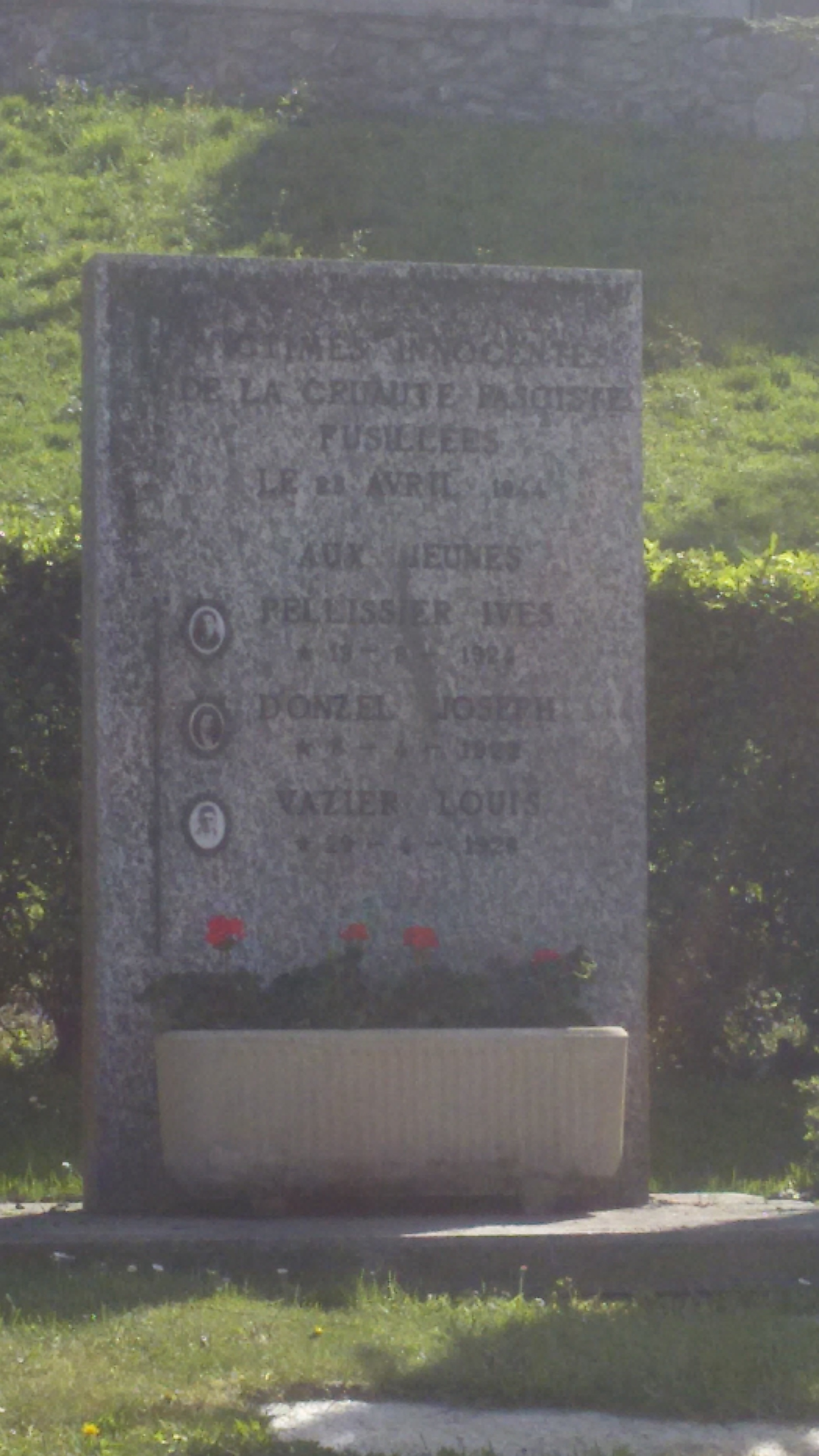
Le monument en souvenir des victimes de la Seconde Guerre mondiale.

## Administration
| Période                                  | Période     | Identité     | Étiquette     | Qualité |
| ---------------------------------------- | ----------- | ------------ | ------------- | ------- |
| 9 mai 2005                               | 24 mai 2010 | Ennio Subet  |               | Syndic  |
| 25 mai 2010                              | 9 mai 2015  | Ennio Subet  | Liste civique | Syndic  |
| 10 mai 2015                              | En cours    | Ronny Borbey | Liste civique | Syndic  |
| Les données manquantes sont à compléter. |             |              |               |         |

### Jumelages
- Les Bois (Suisse)

## Hameaux
Félinaz, Plan-Félinaz, Pont-Suaz, Ampaillant, Péroulaz, La Giradaz, Roulaz, Saint-Pantaléon

## Communes limitrophes
Aoste, Brissogne, Cogne, Gressan, Pollein

## Évolution démographique
Habitants recensés